# Wangjing-myeon
Wangjing-myeon (koreanska: 왕징면) är en socken i den norra delen av Sydkorea, 60 km norr om huvudstaden Seoul.  Den ligger vid gränsen till Nordkorea i kommunen Yeoncheon-gun i provinsen Gyeonggi.